# Майк Шинода
Майк Кенджі Шинода (англ. Michael Kenji  Shinoda; яп. 篠田・賢治 Сінода Кендзі; 11 лютого 1977, Аґура-Гіллз, Каліфорнія, США) — музикант, MC, художник, дизайнер-графік із США, один із засновників групи Linkin Park, а також сольного проєкту Fort Minor, в якому взяли участь інші відомі виконавці, такі як Tariq «Black Thought» Trotter із The Roots, new soul виконавець John Legend і багато інших.

## Дитинство і юність
Шинода народився і виріс в Лос-Анджелесі, а саме в передмісті Аґура-Хіллз. Батько Шиноди японець, власник сімейної фірми по продажу квітів. Має молодшого брата Джейсона. Сім'я сповідувала ліберальний протестантизм. Мати відправила молодого сина навчитись гри на класичному фортепіано, коли йому було 6. У віці 13 він захотів рухатись в різних музичних напрямках таких як джаз, блюз і хіп-хоп. Пізніше він додав гітарні партії, а також речитатив до свого репертуару, під час свого навчання в середній і старшій школі.
Майк відвідував старшу школу Агура разом з майбутніми членами групи Linkin Park Бредом Делсоном і Робом Бурдоном. Втрьох вони заснували групу Xero, яка пізніше переросла в Linkin Park, і спробували розпочати кар'єру в музичній індустрії. Після випуску зі старшої Шинода навчався в Мистецькому Центрі Коледжу Дизайну міста Пасадена, вивчаючи графічний дизайн і ілюстрацію. Там він познайомився з діджеєм Джо Ханом на спільних заняттях. Під час навчання він переживав особистісну кризу, пізніше в інтерв'ю він сказав:
| Ліві лапки | Я думаю це сталось під час навчання в коледжі, коли я зрозумів різницю між японцями і американцями японського походження, це було важливо зрозуміти. Існувала певна різниця між цими поняттями. Пізніше разом з Linkin Park я був у турі Японією. Я побував там, думаю, уже 4 рази. Я пам'ятаю першого разу, коли я тільки-но зійшов з літака, усе здавалось близьким, усе мало запах дому моєї тітки, пахло Японією. Не знаю чи хтось це помітив, але вперше коли я потрапив в Японію все здавалось дуже знайомим для мене, навіть у аеропорту, коли я ще не бачив самої Японії. І пізніше будучи в Токіо, Осака, Кіото, Наґоя ти починаєш помічати те, як поводяться люди, дрібнички, такі як спосіб яким ти береш шматочок паперу. Є, звичайно, більш очевидні речі, наприклад, коли хтось тримає візитку двома руками. Ти не робиш цього у Штатах. Коли я побачив це, я подумав «О, мій дядько завжди так робить». Існують речі, які прийшли з Японії, але також існують в культурі американців японського походження, це дозволило мені відчути зв'язок з японською культурою, я навіть не розумів наскільки він сильний. | Праві лапки |

Шинода закінчив навчання в 1998 році та отримав диплом бакалавра мистецтв у галузі ілюстрації, пізніше отримав роботу графічного дизайнера.
12 червня 2012 у складі гурту Linkin Park Майк Шинода дав концерт у місті Одеса.

## Дискографія
| Рік  | Альбом              | Лейбл                                           | Примітки                  |
| ---- | ------------------- | ----------------------------------------------- | ------------------------- |
| 2000 | Hybrid Theory       | Warner Brothers Records                         | Як учасник Linkin Park    |
| 2003 | Meteora             | Warner Brothers Records                         | Як учасник Linkin Park    |
| 2005 | The Rising Tied     | Machine Shop Recordings                         | Сольний проект Fort Minor |
| 2007 | Minutes to Midnight | Warner Brothers Records/Machine Shop Recordings | Як учасник Linkin Park    |
| 2010 | A Thousand Suns     | Warner Brothers Records/Machine Shop Recordings | Як учасник Linkin Park    |
| 2012 | Living Things       | Warner Brothers Records                         | Як учасник Linkin Park    |
| 2014 | The Hunting Party   | Warner Brothers Records                         | Як учасник Linkin Park    |
| 2017 | One More Light      | Warner Brothers Records/Machine Shop Recordings | Як учасник Linkin Park    |
| 2018 | Post Traumatic      | Warner Brothers Records/Machine Shop Recordings | Сольний хіп-хоп альбом    |
| 2024 | From Zero           | Warner Records/Machine Shop Recordings          | Як учасник Linkin Park    |